# مرد ناتمام
مرد ناتمام فیلمی به کارگردانی و تهیه‌کنندگی محرم زینال‌زاده و نویسندگی محسن مخملباف ساخته سال ۱۳۷۱ است.

## خلاصه فیلم
دختر عمو و پسر عمویی (پروانه و موسی) قصد ازدواج دارند لیکن پدر دختر به پول نیاز دارد، و شرط ازدواج تهیه پول می‌شود! مرد برای اجرای شرط راهی سفر می‌شود. در شهر بر اثر یک اتفاق، در جریان تعقیب یک مبارزه سیاسی، او نیز دستگیر، زندانی و شکنجه می‌شود. اما به هنگام انتقال او و دیگر زندانیان فراری، در یک سرقت مسلحانه شرکت می‌کند. در پایان آنها سهمی برای موسی باقی گذارده و می‌گریزند. موسی نیز سهم سرقت خود را به عمویش می‌دهد تا با پروانه ازدواج کند.

## جشنواره‌ها
فیلم مرد ناتمام در دوره‌های یازدهم و دوازدهم جشنواره فیلم فجر حضور داشته‌است: